# Wierzbica (powiat miechowski)
Wierzbica – wieś w Polsce, położona w województwie małopolskim, w powiecie miechowskim, w gminie Kozłów.
| SIMC    | Nazwa   | Rodzaj    |
| ------- | ------- | --------- |
| 0245546 | Zagonie | część wsi |

W latach 1975–1998 miejscowość należała administracyjnie do województwa kieleckiego.